# Arroyo de las Fraguas
Arroyo de las Fraguas és un municipi de la província de Guadalajara, a la comunitat autònoma de Castella-La Manxa.

## Demografia
| 1991 |  | 1996 |  | 2001 |  | 2004 |
| ---- |  | ---- |  | ---- |  | ---- |
| 19   |  | 53   |  | 40   |  | 42   |